# Kalmarská unie
Kalmarská unie (dánsky, norsky a švédsky Kalmarunionen, latinsky Unio Calmariensis) je označení pro personální unii dánského, norského a švédského království v letech 1397 až 1523.

## Dějiny

### Vznik

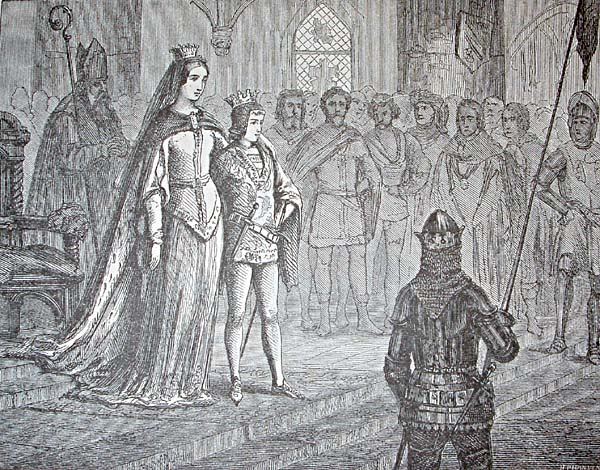
Korunovace mladičkého Erika Pomořanského králem všech tří severských zemí 17. června 1397 v Kalmaru. Romantická ilustrace z 19. stol.

Kalmarská unie vznikla 17. června 1397 rozhodnutím šlechtického sněmu v jihošvédském městě Kalmar, které podnítila královna Markéta I. Dánská. Královna, která spojila ve svých rukou vládu ve všech skandinávských zemích (součástí norského království byl Island, švédského království Finsko), neměla legitimního nástupce, a proto adoptovala svého synovce, pomořanského vévodu Erika. Kalmarský sněm ho uznal za svého panovníka a nechal korunovat králem.
Předpoklady pro sjednocení skandinávských zemí se vytvořily během 14. století. Patřila mezi ně etnická a jazyková blízkost obyvatel, příbuzenské a majetkové vztahy, kterými se propojily šlechtické rody, ekonomické vazby, a v neposlední řadě snaha čelit rostoucímu vlivu hanzy.
Kromě toho stavové doufali, že personální unie přispěje k zachování jejich privilegií, neboť panovník se zaváže zachovávat stávající zákony jednotlivých zemí.

### Zánik Kalmarské unie
Kalmarská unie existovala formálně do roku 1523, fakticky se však již roku 1448 odtrhlo Švédsko. Švédové si zvolili vlastního panovníka Karla VIII. Knutssona, zatímco Norové přijali dánského krále Kristiána I. Oldenburského. Později se vytvořila ve Švédsku zvláštní situace: část unionistické šlechty sice uznala za svého panovníka dánského a norského krále Jana I., ale království fakticky spravovali regenti z dynastie Sture, kteří Janovi permanentně bránili ve vstupu do země. Král se marně snažil obnovit Kalmarskou unii. Za jeho nástupce Kristiána II. se Švédsko pod vedením Gustava Vasy osamostatnilo definitivně a Kalmarská unie se rozpadla. Norsko však zůstalo pod dánskou nadvládou až do roku 1814.

## Panovníci Kalmarské unie
- 1387–1412 Markéta I. Dánská
- 1412–1439 Erik VII. Pomořanský
- 1439–1448 Kryštof Bavorský
- 1448–1481 Kristián Oldenburský
- 1481–1513 Jan I. Dánský
- 1513–1523 Kristián II. Dánský

## Vlajka Kalmarské unie
Vlajku Kalmarské unie, nazývanou též Vlajka severu, zavedl v roce 1430 král Erik VII. Pomořanský pro slavnostní příležitosti. Měla reprezentovat jednotu království Dánska, Norska a Švédska.